# Alexandre de Merode
Alexandre Henri Jean Ghislain Guy, prince de Merode, né le 24 mai 1934 à Etterbeek (Bruxelles), mort le 19 novembre 2002 à Bruxelles, est membre de la Maison princière belge de Mérode et est à la tête de la politique de dépistage de drogues du Comité international olympique (CIO) jusqu'à sa mort.

## Biographie
Ses parents, le prince Frédéric de Merode (Everberg 17 août 1911 - Bruxelles 4 février 1958) et Amélie de Tulle de Villefranche (Chaussy 1er janvier 1911 - Bruxelles-21 octobre 2006) font partie de la branche cadette des Merode.
Alexandre de Merode fait ses études primaires et secondaires à Godinne et à Maredsous. Il entre en faculté de droit à l'université de Namur et fait son service militaire dans un régiment para-commando.
Il est membre du Comité international olympique de 1964 à 2002. Il remplace le prince Albert de Belgique (devenu le roi Albert II). Outre son poste à la commission médicale, dont il est le président de 1967 à 2002, Alexandre de Merode fait également partie de la commission exécutive du CIO de 1980 à 1990 et y occupe un fauteuil de vice-président de 1986 à 1990 et de 1994 à 1998.
Il est président de 1994 à 2002 du Sportel à Monaco. Il préside de nombreuses fédérations sportives dans le monde (aviron, cyclisme…).
Son travail au sein du CIO n'est pas exempt de critiques ; à la suite d'allégations de dopage aux Jeux olympiques d'été de 1984, les échantillons provenant de personnes soupçonnées d'avoir triché avec des produits dopants n'ont jamais été réellement testés. Le prince a affirmé que la paperasse avait été accidentellement jetée lorsque le comité d'organisation de Los Angeles a reconverti son bureau temporaire en une suite immédiatement après la cérémonie de clôture. Il a cependant été accusé d'avoir délibérément détruit les preuves.
Après les performances records des nageuses chinoises dans les années 1990 et un scandale de dopage lors du Tour de France 1998, l'Agence mondiale antidopage fut créée, supprimant ainsi le contrôle des tests de dépistage de drogues du CIO et de Merode.
En 1998, il a confirmé les allégations selon lesquelles certains athlètes utilisaient la procédure controversée de dopage par avortement pour améliorer leurs performances ; cependant, il n'a fourni aucune preuve.
Dans le domaine du patrimoine historique, il présida l'Association royale des demeures historiques et jardins de Belgique de 1979 à 2002.
Dans le domaine caritatif, il a été président du Centre d'Œuvre de Merode de 1980 à 2002.
En 1989, il achète le château de Solre-sur-Sambre.
Il meurt à l’âge de 68 ans d'un cancer des poumons le 19 novembre 2002.